# 雷神創世
『雷神創世』（らいじんそうせい）は、陰陽座の12枚目のオリジナルアルバム。2014年9月24日にキングレコードから発売される。

## 概要
前作『鬼子母神』から約3年ぶりのリリースとなる。シングルが収録されるのは実に5年ぶりとなる。アルバム『風神界逅』と同時にリリースされ、さらに各アルバム毎に独立したライブツアーも行われた。
本作品に収録された楽曲は全てダウンチューニング（全弦1音下げ）で演奏されている。

## 収録曲
1. 雷神（らいじん）[3:28]
（作詞・作曲：瞬火）
2. 天獄の厳霊（てんごくのいかづち）[4:25]
（作詞・作曲：瞬火）
3. 千早振る（ちはやぶる）[4:46]
（作詞・作曲：瞬火）
4. 人首丸（ひとかべまる）[4:05]
（作詞・作曲：瞬火）
5. 夜歩き骨牡丹（よあるきかわらぼたん）[5:05]
（作詞・作曲：瞬火）
6. 神鳴忍法帖（かんなりにんぽうちょう）[5:07]
（作詞・作曲：瞬火）
7. 天狗笑い（てんぐわらい）[4:06]
（作詞：瞬火／作曲：招鬼）
8. 青天の三日月 Rising Mix（せいてんのみかづき）[4:40]
（作詞・作曲：瞬火）
9. 累（かさね）[12:57]
（作詞・作曲：瞬火）
10. 蜩（ひぐらし）[4:34]
（作詞・作曲：瞬火）
11. 而して動くこと雷霆の如し（しこうしてうごくことらいていのごとし）[4:59]
（作詞・作曲：瞬火）
12. 雷舞（らいぶ）[4:20]
（作詞・作曲：瞬火）